# Diffusielassen
Diffusielassen is een verbindingstechniek die gebruikmaakt van het versmeltingsprincipe om twee materialen aan elkaar te verbinden.
Deze methode is in 1953 uitgevonden door de Russische wetenschapper N.F. Kazakov.

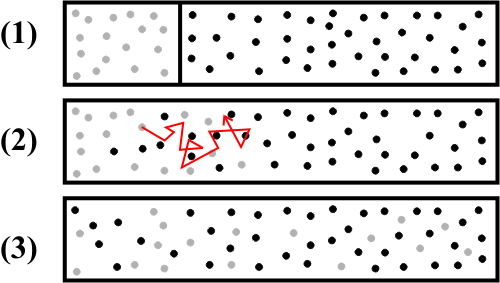
Schematische weergave van het diffusielasproces. 1 Twee verschillende materialen. 2 (her)rangschikken van de atomen. 3 Eindresultaat van het diffusielasproces.

Visualisatie van het diffusielasproces

## Kenmerken
Diffusielassen wordt gerekend tot de categorie druklassen. Bij dit lasproces worden twee voorwerpen (van hetzelfde of van verschillend materiaal), zonder toevoeging van een ander materiaal, aan elkaar verbonden. Daarbij treedt geen smelting op.
De verbinding komt tot stand door de werkstukken onder een hoge druk, in een vacuüm of in een omgeving van een inert gas, bij een temperatuur van ongeveer 50 tot 70% van hun smeltpunt tegen elkaar te drukken.
Het diffusielasproces is zo genoemd, omdat door de toenemende temperatuur de moleculen naar open plaatsen gaan (diffunderen = verplaatsen) en zo de holten en poriën in het grensvlak opvullen.

## Proces
Nadat de oppervlakten van de beide te verbinden materialen voldoende vlak en zeer schoon zijn gemaakt worden deze, meestal in een vacuümomgeving, verwarmd en tegen elkaar aan geperst. Door het verwarmen van de materialen worden deze plastisch vervormbaar. De druk die op de materialen wordt uitgeoefend zorgt ervoor dat de holle ruimten op het grensvlak verdwijnen. Hierdoor ontstaat op atomair niveau een versmelting (onderlinge rangschikking).     

## Toepassingen
Bij het diffusielassen kunnen verschillende soorten materiaal met elkaar verbonden worden. Om praktische redenen wordt deze methode voornamelijk toegepast op plaatmateriaal.
Doordat het een vrij kostbare lasmethode is, wordt hij alleen toegepast waar het kostenaspect niet een doorslaggevende rol heeft, zoals in de militaire vliegtuigindustrie, ruimtevaart, nucleaire industrie en wapenindustrie.

## Voor- en nadelen

### Voordelen
- Het is mogelijk om zeer ongelijke materialen te verbinden, ook materialen die met andere lasmethoden niet of zeer moeilijk verbonden kunnen worden.
- Er kunnen ook niet-metalen gelast worden, zoals keramiek, glas en koolstof.
- Er kunnen ook brandbare materialen gelast worden en er kan zelfs in de nabijheid van explosieve materialen (wapenfabricage) gelast worden.
- Doordat de materialen niet smelten, blijft de interne (kristal)structuur, en daarmee de mechanische sterkte, grotendeels intact: er ontstaat geen warmte-beïnvloede zone.
- Het is mogelijk om zeer dikke en zeer dunne materialen te lassen, en ook dikke en dunne materialen onderling.
- Het is mogelijk meerdere lagen gelijktijdig op elkaar te lassen.
- Er is geen nabewerking nodig.

### Nadelen
- Het is een relatief langzaam proces, dus ongeschikt voor massaproductie.
- De te verbinden voorwerpen moeten een hoge druk kunnen weerstaan.
- De te lassen oppervlakken moeten goed op elkaar aansluiten en zeer schoon zijn. Oxidelagen kunnen de laskwaliteit sterk negatief beïnvloeden.
- Voor niet-platte werkstukken zijn apart gevormde hulpstukken nodig om de druk op de werkstukken over te kunnen brengen.
- Duur, doordat gespecialiseerde apparatuur nodig is en omdat het materiaal vrij langdurig verhit moet worden.